# Metilergometrin
Metilergometrin (metilergonovin, metilergobazin, metergin, d-lizerginska kiselina 1-butanolamid) je sintetički analog ergonovina, psihodeličnog alkaloida prisutnog u ergotu, i mnogih vrsta biljaka familije Convolvulaceae. On je član ergolinske familije i hemijski je sličan sa LSD-om, erginom, ergometrinom, i lizerginskom kiselinom. Usled njegovih oksitocičkih svojstava, on ima medicinsku primenu u akušerstvu.

## Upotreba

### Akušerska uporeba
Metilergometrin je konstriktor glatkih mišića koji uglavnom deluje na matericu. On se najčešće koristi za sprečavanje ili kontrolu ekscesivnog krvarenja nakon porođaja i abortusa. On se takođe koristi kao pomoćno sredstvo u izbacivanju zadržanih produkata začeća nakon nepotpunog spontanog abortusa, i za odstranjivanje plancente nakom porođaja. On je dostupan za oralnu upotrebu ili putem injekcija.

### Migrena
Metilergometrin se poneka koristi za sprečavenje i akutni tretman migrene. On je aktivni metabolit metisergida.

## Mehanizam dejstva
Metilergometrin je parcijalni agonist/antagonist serotonergičkih, dopaminergičkih i alfa-adrenergičkih receptora. Njegov specifični obrazac vezivanja i aktivacije za te receptore dovodi do visoko specifične kontrakcije glatkih mišića materice putem  serotoninskih receptora, dok na krvne sudove deluje u manjoj meri od drugih ergot alkaloida.

## Literatura
- Jasek, W, ур. (2007). Austria-Codex (на језику: German) (62nd изд.). Vienna: Österreichischer Apothekerverlag. стр. 5193—5. ISBN 978-3-85200-181-4.
- Heinz Pertz, Eckart Eich (1999). „Ergot alkaloids and their derivatives as ligands for serotoninergic, dopaminergic and adrenergic receptors”.  Ур.: Vladimír Křen,Ladislav Cvak. Ergot: the genus Claviceps. CRC Press. стр. 411—440. ISBN 978-905702375-0.

## Spoljašnje veze
|  | Molimo Vas, obratite pažnju na važno upozorenje u vezi sa temama iz oblasti medicine (zdravlja). |